# PETSDN2
《PETSDN2》는 김종서의 2집 정규 앨범이다. 이 앨범의 수록곡중 〈어머니의 노래〉라는 곡이 있는데, 이 곡은 서태지가 랩 피쳐링을 해 한때 화제를 불러모으기도 했다.

## 수록곡
전체 작곡: 김종서
| #            | 제목                 | 작사         | 재생 시간 |
| ------------ | -------------------- | ------------ | --------- |
| 1.           | 〈겨울비〉           | 신대철       | 5:05      |
| 2.           | 〈그래도 이제는〉    | 채정은       | 4:41      |
| 3.           | 〈그 약속 기억해봐〉 | 이현숙       | 5:03      |
| 4.           | 〈혼자 가는 여행〉   | 채정은       | 3:49      |
| 5.           | 〈바래진 기억으로〉  | 채정은       | 4:30      |
| 6.           | 〈요즘 사람들〉      | 김종서       | 3:41      |
| 7.           | 〈어머니의 노래〉    | 김종서       | 12:53     |
| 총 재생 시간 | 총 재생 시간         | 총 재생 시간 | 39:42     |